# Битва за Самарру (2004)
Битва за Самарру (англ. Operation Baton Rouge)— военная операция американских и правительственных иракских вооружённых сил, целью которой было взятие под контроль одного из центров повстанческой деятельности в стране в городе Самарра. Этот эпизод Иракской войны стал началом в серии войсковых операций по освобождению городов Эр-Рамади и Фаллуджа от сил иракского сопротивления. После трёх дней боёв в октябре 2004 года пятитысячная группировка коалиционных войск полностью овладела городом Самарра.

## Предыстория
В течение сентября велись переговоры по передаче управления городом городскому Совету. Однако к концу сентября в город проникли повстанцы (некоторые связаны с Аль-Каидой) и город перешёл под контроль иракских мятежников. Боевики, под предводительством Абу Мусаб аз-Заркави стали наводить в городе свои порядки. Участились нападения на американские и иракские войска в окрестностях города. Американское командование решило взять под контроль город для дальнейшего броска на Фаллуджу.

## Основные действия
К утру 1 октября 36-й батальон иракских коммандос взял под контроль Мечеть Аль-Аскари, захватив 25 боевиков и вскрыв тайники с оружием. Другая часть иракских войск захватила Большую мечеть в Самарре — ценный исторический и культурный памятник.
В тот же день иракские войска взяли под контроль главный мост через реку Тигр. Огневую поддержку американские и иракские войска получили от танков М1 «Абрамс» и M2 «Брэдли». Они были направлены на захват крупных правительственных и полицейских зданий. После первого дня боёв в результате тяжёлых уличных столкновений американские и иракские силы контролировали около половины города. Бои продолжались ещё два дня, прежде чем весь город был зачищен.
Около 90 тайников с оружием было обнаружено в ходе операции.
Всего в боях участвовало 2000 иракцев и 3000 солдат 1-й пехотной дивизии США. По заявлению американских военных за два дня боёв было убито 130 повстанцев.

## Последствия
После операции по взятию Самарры американцы потратили десятки миллионов на восстановление разрушенной инфраструктуры, укрепление сил местной полиции, обеспечение безопасности. Тем не менее в феврале 2006 года произошёл теракт в Мечети Аль-Аскари.